# Halowe Mistrzostwa Świata w Lekkoatletyce 1991 – bieg na 200 m kobiet
Bieg na 200 m kobiet – jedna z konkurencji rozgrywanych podczas halowych mistrzostw świata w lekkoatletyce w 1991. Eliminacje i półfinały odbyły się 9 marca, a finał został rozegrany 10 marca.
Do eliminacji zgłoszone zostały 24 zawodniczki z 18 państw.
Zawody w tej konkurencji wygrała reprezentantka Jamajki Merlene Ottey. Drugą pozycję zajęła zawodniczka ze Związku Radzieckiego Irina Siergiejewa, trzecią zaś reprezentująca Niemcy Grit Breuer.

## Wyniki

### Eliminacje
Źródło: 
Bieg 1
| Miejsce | Zawodniczka          | Państwo           | Wynik | Uwagi |
| ------- | -------------------- | ----------------- | ----- | ----- |
| 1.      | Grit Breuer          | Niemcy            | 23,49 |       |
| 2.      | Fabienne Ficher      | Francja           | 23,56 |       |
| 3.      | Celena Mondie-Milner | Stany Zjednoczone | 23,64 |       |
| 4.      | Norfalia Carabalí    | Kolumbia          | 24,16 |       |
| 5.      | Juana Mejía          | Dominikana        | 26,34 |       |

Bieg 2
| Miejsce | Zawodniczka       | Państwo        | Wynik | Uwagi |
| ------- | ----------------- | -------------- | ----- | ----- |
| 1.      | Irina Siergiejewa | ZSRR           | 23,35 |       |
| 2.      | Pauline Davis     | Bahamy         | 23,78 |       |
| 3.      | Monika Špičková   | Czechosłowacja | 24,06 |       |
| 4.      | Tian Yumei        | Chiny          | 25,04 | AR    |
| 5.      | Claudia Acerenza  | Urugwaj        | 25,69 |       |

Bieg 3
| Miejsce | Zawodniczka      | Państwo           | Wynik | Uwagi |
| ------- | ---------------- | ----------------- | ----- | ----- |
| 1.      | Merlene Ottey    | Jamajka           | 23,30 |       |
| 2.      | Angela Williams  | Trynidad i Tobago | 23,75 |       |
| –       | Mamaissata Cisse | Gwinea            | DSQ   |       |
| –       | Rochelle Stevens | Stany Zjednoczone | DSQ   |       |
| –       | Lasnet Nkouka    | Kongo             | DNS   |       |

Bieg 4
| Miejsce | Zawodniczka       | Państwo  | Wynik | Uwagi |
| ------- | ----------------- | -------- | ----- | ----- |
| 1.      | Galina Malczugina | ZSRR     | 23,77 |       |
| 2.      | Sølvi Olsen       | Norwegia | 24,01 | NR    |
| 3.      | Karen Clarke      | Kanada   | 24,28 |       |
| –       | Juliet Cuthbert   | Jamajka  | DNS   |       |

Bieg 5
| Miejsce | Zawodniczka     | Państwo         | Wynik | Uwagi |
| ------- | --------------- | --------------- | ----- | ----- |
| 1.      | Andrea Thomas   | Niemcy          | 22,95 |       |
| 2.      | Sisko Hanhijoki | Finlandia       | 23,56 | NR    |
| 3.      | Renata Kubalová | Czechosłowacja  | 23,73 | PB    |
| 4.      | Wang Huei-chen  | Chińskie Tajpej | 23,81 | AR    |
| 5.      | France Gareau   | Kanada          | 24,18 |       |

### Półfinały
Źródło: 
Bieg 1
| Miejsce | Zawodniczka       | Państwo           | Wynik | Uwagi |
| ------- | ----------------- | ----------------- | ----- | ----- |
| 1.      | Merlene Ottey     | Jamajka           | 22,64 |       |
| 2.      | Andrea Thomas     | Niemcy            | 22,98 |       |
| 3.      | Galina Malczugina | ZSRR              | 23,07 |       |
| 4.      | Pauline Davis     | Bahamy            | 23,58 |       |
| 5.      | Angela Williams   | Trynidad i Tobago | 23,66 |       |
| 6.      | Renata Kubalová   | Czechosłowacja    | 23,74 |       |

Bieg 2
| Miejsce | Zawodniczka          | Państwo           | Wynik | Uwagi |
| ------- | -------------------- | ----------------- | ----- | ----- |
| 1.      | Irina Siergiejewa    | ZSRR              | 22,86 |       |
| 2.      | Grit Breuer          | Niemcy            | 23,10 |       |
| 3.      | Sisko Hanhijoki      | Finlandia         | 23,55 | NR    |
| 4.      | Fabienne Ficher      | Francja           | 23,63 |       |
| 5.      | Celena Mondie-Milner | Stany Zjednoczone | 23,73 |       |
| 6.      | Sølvi Olsen          | Norwegia          | 24,70 |       |

### Finał
Źródło: 
| Miejsce | Zawodniczka       | Państwo   | Wynik | Uwagi |
| ------- | ----------------- | --------- | ----- | ----- |
| 01 !    | Merlene Ottey     | Jamajka   | 22,24 | =     |
| 02 !    | Irina Siergiejewa | ZSRR      | 22,41 | NR    |
| 03 !    | Grit Breuer       | Niemcy    | 22,58 | WJR   |
| 4.      | Andrea Thomas     | Niemcy    | 22,94 |       |
| 5.      | Galina Malczugina | ZSRR      | 23,20 |       |
| 6.      | Sisko Hanhijoki   | Finlandia | 24,10 |       |